# Гранд-Дюн-дю-Піля
Гранд-Дюн-дю-Піля (також Велика дюна в Піля; фр. Dune du Pilat) — найвища піщана дюна в Європі. Розташована на узбережжі Біскайської затоки в районі затоки Аркашон поблизу міста Ла-Тест-де-Бюш, за 60 км на південний захід від французького міста Бордо. Привабливе туристичне місце, яке відвідують близько 1 млн людей щорічно.

## Характеристика
Дюна витягнута в субмеридіональному напрямку уздовж атлантичного узбережжя вище лінії припливів, поблизу південного входу до Аркашонської затоки, в місцевості Піля-сюр-Мер, що адміністративно відноситься до муніципалітету Ла-Тест-де-Бюш, недалеко від Аркашона, в самому серці національного парку Гасконські Ланди.
Загальний об'єм дюни складає близько 60 млн м³, завширшки дюна із заходу на схід близько 500 м, завдовжки із півдня на північ — 2,7 км. Станом на 2018 рік дюна сягала висота 106,6 м над рівнем моря. Кут похилу навітряного схилу 5..20°, підвітряного 30..40°.
Дюна поступово рухається вбік суходолу на північний схід, засипаючи ліс. Підтвердженням руху є лінія узбережжя на картах 1708 і 1786 років, де дюни зображені трохи південніше узбережжям ніж зараз. Сучасне розташування дюни ще до 1930-х років називалось «Новими пісками» (фр. Les Sabloney), коли місцевим забудовником Даніелем Меллером дюна не була перейменована на Велику дюну Піля. Слово «піля» походить від гаск. Pilhar, що означає велику купу, або курган.

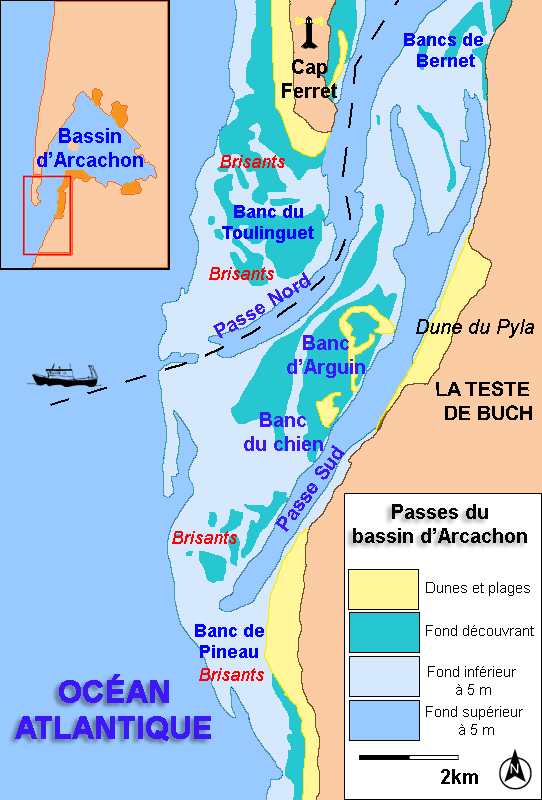
Карта входу до затоки Аркашон
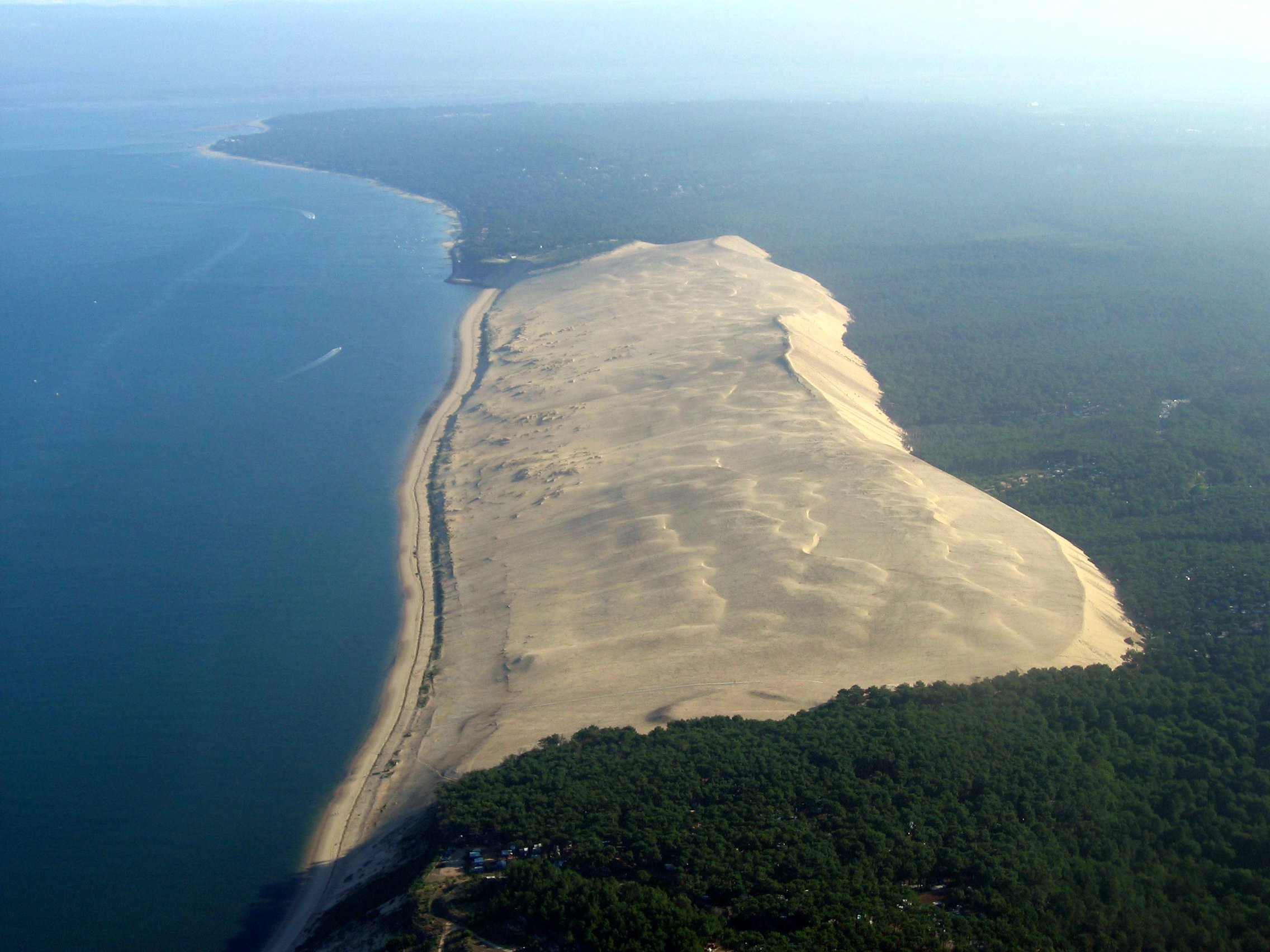
Краєвид дюни з півдня. На задньому плані, вхід до затоки Аркашон
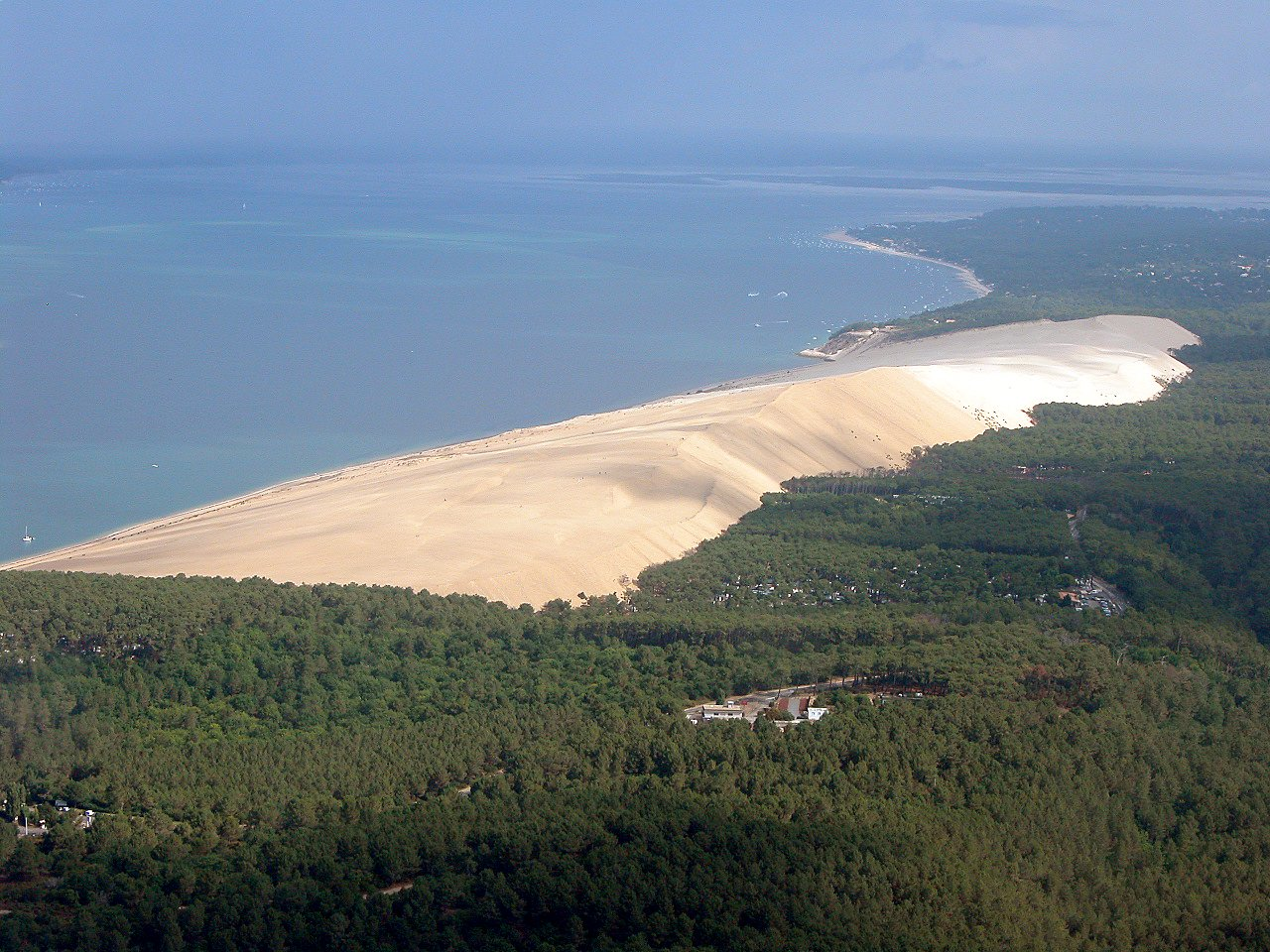
Дюна з висоти пташиного польоту
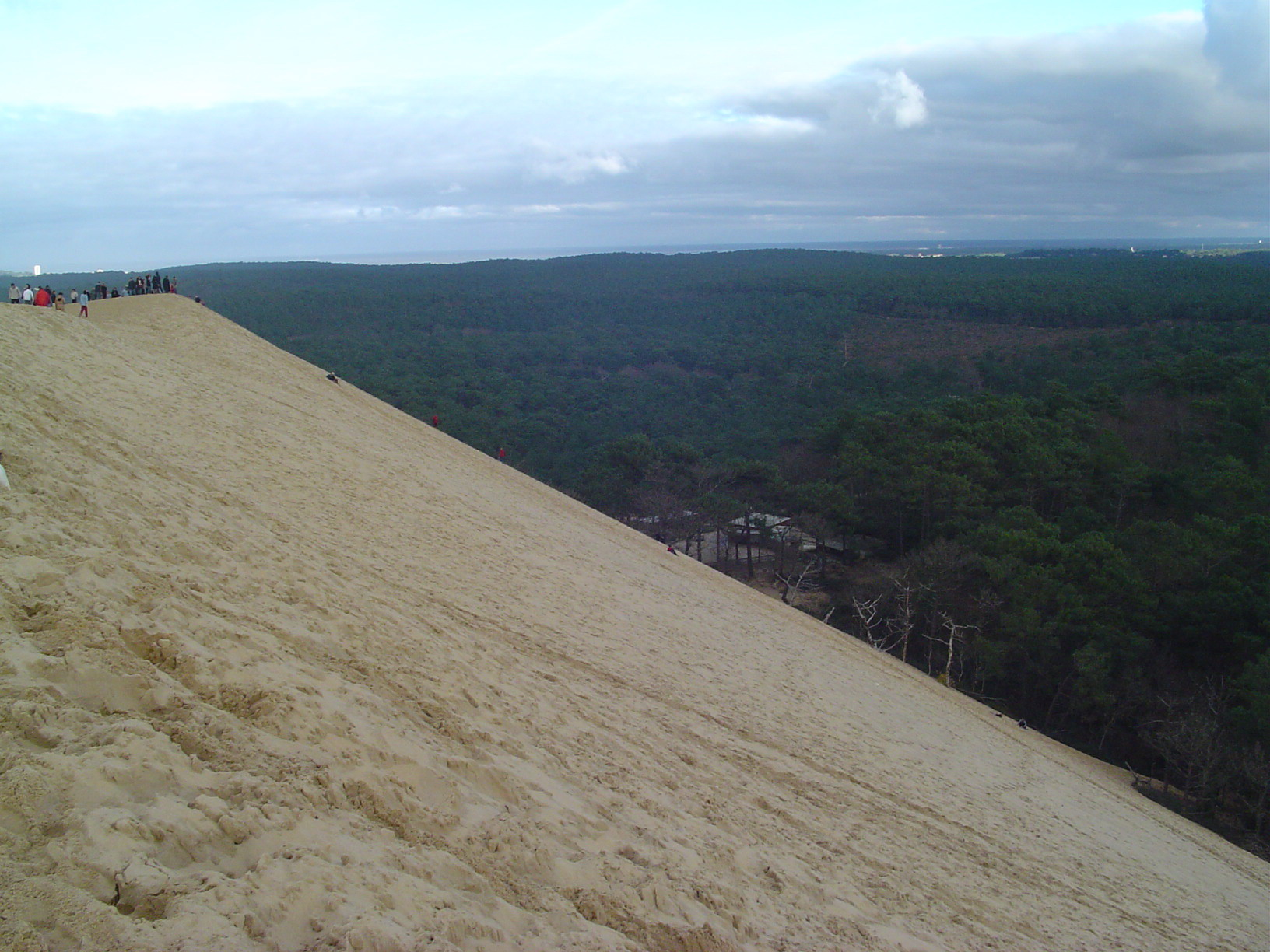
Туристи на східному боці дюни

24 січня 2009 року під час шторму над дюною було зафіксовано найбільшу швидкість поривів вітру — 48,5 м/с (175 км/год). Цей шторм значно пошкодив дюну.

## Історія
На місці дюни в доісторичні часи розміщувались тимчасові табори солеварів, що виварювали морську сіль. Перші археологічні розкопки на місцевості розпочались 1922 року. 31 грудня 2013 року одним з туристів біля підніжжя дюни була зроблена знахідка ранньої залізної доби (~800 рік до н. е.) — поховальна урна та ваза. У жовтні 2014 року на місці розпочала роботу археологічна бригада для з'ясування стратиграфії та побутового контексту знахідок.

Схема шарів палеоґрунтів (фр.)
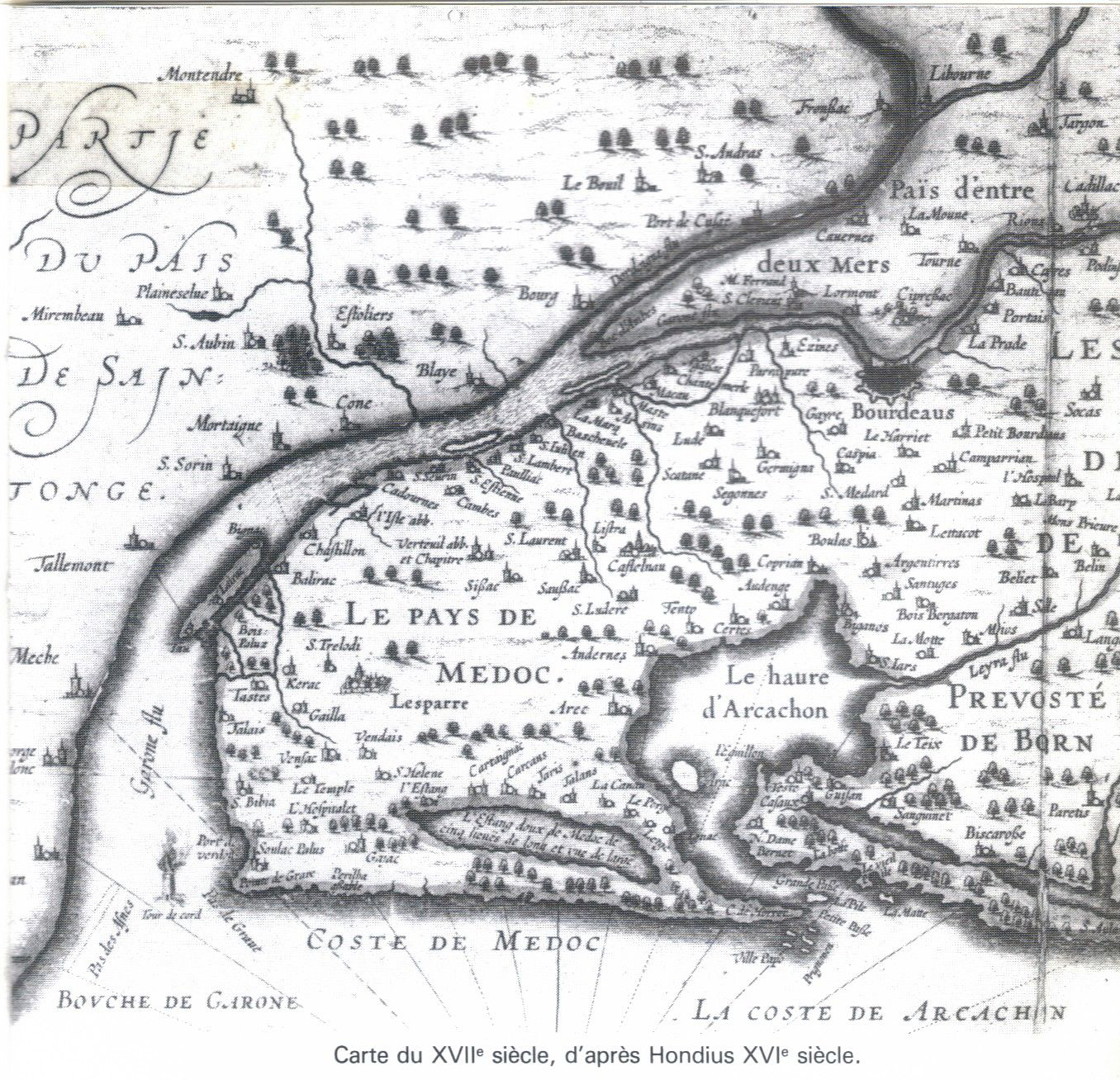
Карта Аркашонської затоки, XVI століття
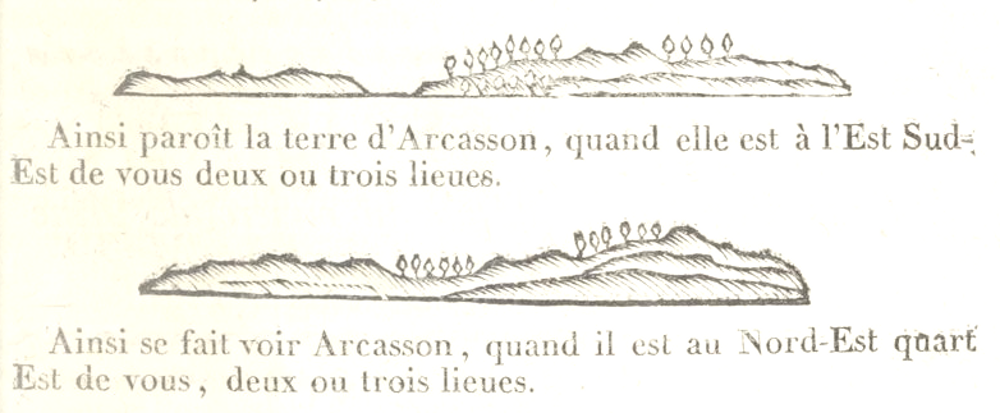
Рельєф входу до затоки, 1817 рік
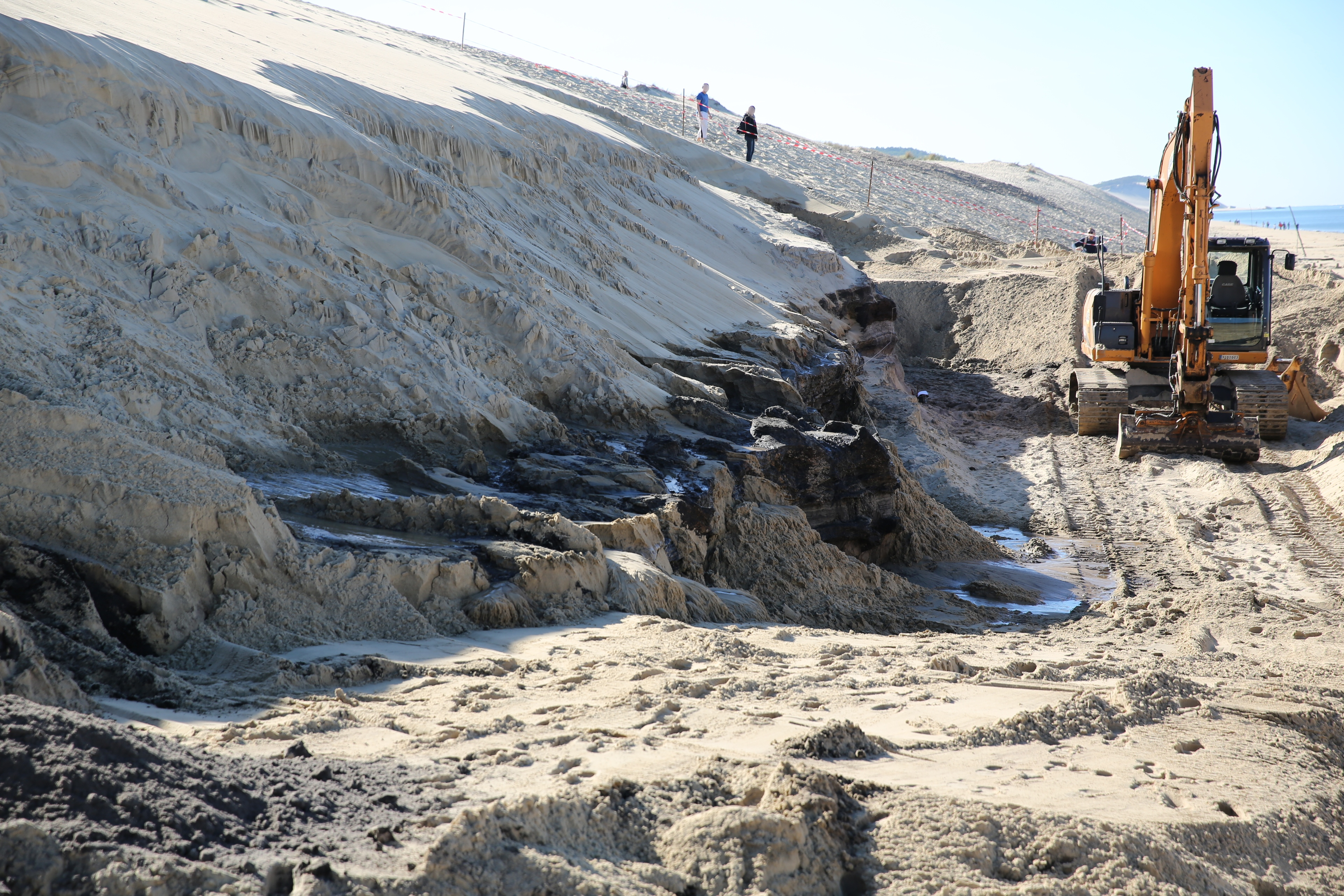
Початок археологічних робіт, жовтень 2014 року

## Парапланеризм
Завдяки своєму відкритому розташуванню вздовж узбережжя моря та крутим схилам, Велика дюна є відомим чудовим місцем для парапланеризму.

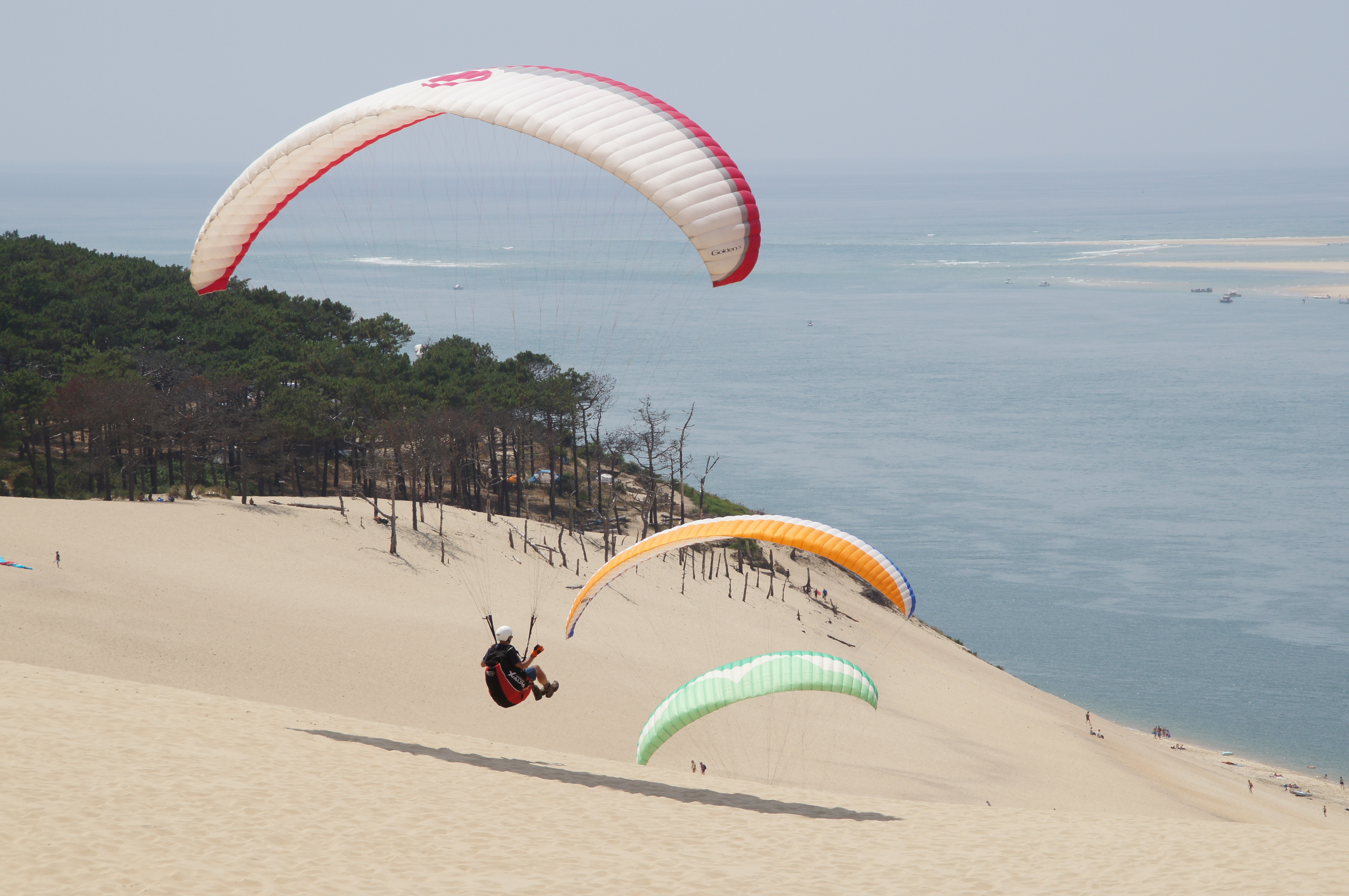
Парапланери над дюною
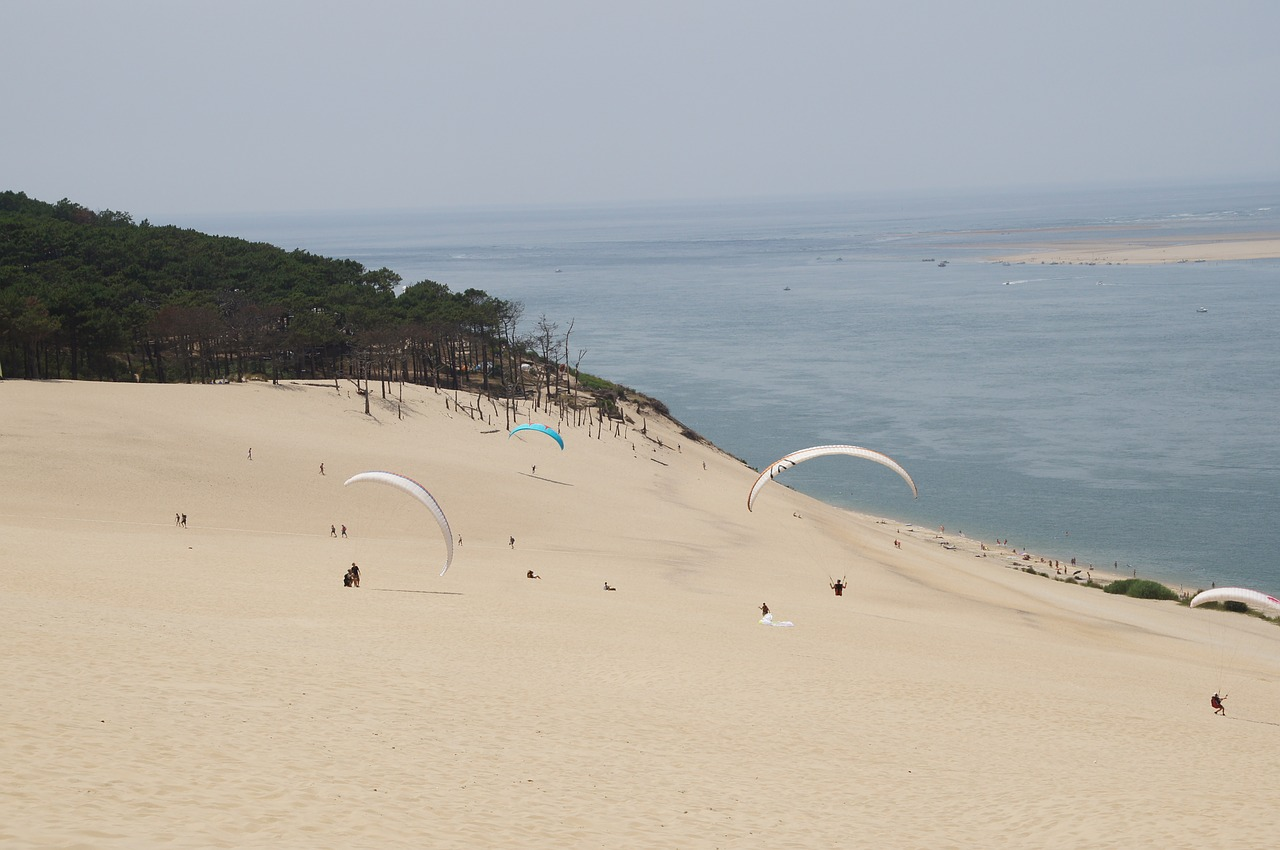
Парапланери над дюною